# Malacopteron
A Malacopteron  a madarak osztályának verébalakúak (Passeriformes) rendjébe és a Pellorneidae családjába tartozó nem.

## Rendszerezésük
A nemet Thomas Campbell Eyton írta le 1839-ben, jelenleg az alábbi 6 faj tartozik ide:
- Malacopteron affine
- Malacopteron cinereum
- Malacopteron albogulare
- Malacopteron magnum
- Malacopteron magnirostre
- Malacopteron palawanense

## Előfordulásuk
Délkelet-Ázsiában honosak. A természetes élőhelyük a szubtrópusi vagy trópusi síkvidéki esőerdők, mocsári erdők és cserjések. Állandó, nem vonuló fajok.

## Megjelenésük
Testhossza 14-19,5 centiméter közötti.

## Életmódjuk
Gerinctelenekkel táplálkoznak.